# Albendazol
Albendazol is een anthelminthicum (middel tegen wormen) dat onder meer wordt ingezet bij de behandeling van strongyloïdiasis en tal van andere besmettingen met wormen als nematoden. De stof is door de WHO op de lijst van essentiele medicijnen geplaatst.